# O Maria, Deu maire
O Maria, Deu maire (« O Marie, mère de Dieu ») est une ancienne chanson occitane, un hymne à la Vierge Marie, tout à fait unique en étant à la fois la seule chanson de l'école de Saint-Martial (le chant de l'Abbaye Saint-Martial à Limoges) qui est entièrement dans la langue vernaculaire (n'ayant pas de strophe ou de refrain en latin) et la seule chanson occitane médiévale avec une notation musicale existante pour toutes ses (douze) stances. Il date des années 1090 et est conservé en manuscrit à la bibliothèque nationale de France. Il a été traduit en anglais.

## Présentation
Chanson liturgique, O Maria a été créée pour communiquer la vérité sacrée aux gens dans une langue qu’ils pouvaient comprendre, bien que cela se faisait habituellement par un mélange de vers latins et vernaculaires. La mélodie de la pièce se répète pour chaque strophe avec des variations mineures. Les chansons ultérieurs des troubadours sont composés dans le même style, mais leur musique n'est notée que pour une strophe. Il a été suggéré que comme pour O Maria les strophes étaient mélodiquement similaire avec seulement des variations mineurs. Des similitudes ont été remarquées entre la musique de O Maria et celle d'un hymne à la vierge du IXe siècle, Ave maris Stella ("Salut, étoile de la mer"), et aussi entre O Maria et Reis glorios, verais lums e cladartz (" Glorieux roi, vrai lumière et brillance"), une aube écrite par le troubadour Guiraut de Bornelh (actif vers 1200). Cette dernière pièce peut être un contrafactum ou juste une imitation métrique, bien que les paroles n'aient pas de signification religieuse particulière.
Depuis qu'il est né d'une femme,
Dieu a sauvé les femmes ;
Et il est né homme
Pour sauver les hommes.